# Argas dalei
Argas dalei är en fästingart som beskrevs av Clifford, Keirans, Hoogstraal och Corwin 1976. Argas dalei ingår i släktet Argas och familjen mjuka fästingar.
Artens utbredningsområde är Peru. Inga underarter finns listade i Catalogue of Life.